# Spiroloculinidae
Cornuspiridae es una familia de foraminíferos bentónicos de la superfamilia Milioloidea, del suborden Miliolina y del orden Miliolida. Su rango cronoestratigráfico abarca desde el Bajociense (Jurásico medio) hasta la Actualidad.

## Clasificación
Cornuspiridae incluye a los siguientes géneros:
- Cribrospiroloculina
- Flintia
- Inaequalina
- Kalosha †
- Neospiroloculina
- Nummulopyrgo
- Palaeomiliolina †
- Pippinia
- Planispirinoides
- Rectospiroloculina
- Spiroloculina

Otros géneros asignados a Spiroloculinidae y clasificados actualmente en otras familias son:
- Adelosina, ahora en la familia Cribrolinoididae o en la familia Quinqueloculinidae
- Cribrolinoides, ahora en la familia Cribrolinoididae o en la familia Quinqueloculinidae

Otros géneros considerados en Spiroloculinidae son:
- Bidentina, aceptado como Spiroloculina
- Flintia, aceptado como Spiroloculina
- Heterospiroloculina, aceptado como Inaequalina
- Mikrobelodontos, aceptado como Spiroloculina
- Pollontes, aceptado como Adelosina, ahora en la familia Cribrolinoididae
- Praequinqueloculina, aceptado como Adelosina, ahora en la familia Cribrolinoididae
- Pseudopyrgo, aceptado como Nummulopyrgo
- Pseudospirilina, aceptado como Planispirinoides
- Retorta, aceptado como Adelosina, ahora en la familia Cribrolinoididae
- Uniloculina, aceptado como Adelosina, ahora en la familia Cribrolinoididae